# (1989) Tatry
(1989) Tatry es un asteroide que forma parte del cinturón de asteroides y fue descubierto el 20 de marzo de 1955 por R. Podstanicka y Alois Paroubek desde el observatorio de Skalnaté Pleso, Eslovaquia.

## Designación y nombre
Tatry recibió al principio la designación de 1955 FG.
Más tarde se nombró por el Alto Tatras, un macizo montañoso de Eslovaquia.

## Características orbitales
Tatry está situado a una distancia media de 2,351 ua del Sol, pudiendo alejarse hasta 2,53 ua y acercarse hasta 2,173 ua. Su inclinación orbital es 7,764° y la excentricidad 0,07602. Emplea en completar una órbita alrededor del Sol 1317 días.